# Nysjön, Jämtland
Nysjön är en sjö i Åre kommun i Jämtland och ingår i Indalsälvens huvudavrinningsområde. Sjön har en area på 0,0628 kvadratkilometer och ligger 746,2 meter över havet. Sjön avvattnas av vattendraget Bäverbäcken.

## Delavrinningsområde
Nysjön ingår i det delavrinningsområde (703891-133489) som SMHI kallar för Ovan 703947-133770. Medelhöjden är 709 meter över havet och ytan är 11,16 kvadratkilometer. Det finns inga avrinningsområden uppströms utan avrinningsområdet är högsta punkten. Bäverbäcken som avvattnar avrinningsområdet har biflödesordning 3, vilket innebär att vattnet flödar genom totalt 3 vattendrag innan det når havet efter 350 kilometer. Avrinningsområdet består mestadels av skog (92 procent). Avrinningsområdet har 0,15 kvadratkilometer vattenytor vilket ger det en sjöprocent på 1,3 procent.